# Leptomys elegans
Leptomys elegans је врста глодара из породице мишева (Muridae).

## Распрострањење
Папуа Нова Гвинеја је једино познато природно станиште врсте.

## Станиште
Станиште врсте су тропске и суптропске суве шуме.

## Угроженост
Ова врста није угрожена, и наведена је као последња брига јер има широко распрострањење.